# John La Farge (Jesuit)

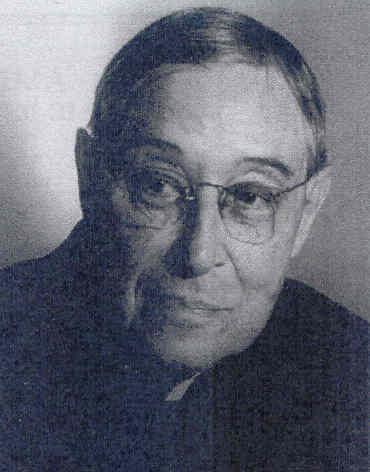
John La Farge

John La Farge, SJ (* 13. Februar 1880 in Newport, Rhode Island; † 25. November 1963) war ein US-amerikanischer katholischer Priester, der dem Jesuitenorden angehörte.

## Leben
Er war der Sohn des Künstlers und Autors John La Farge (1835–1910), der ein Nachkomme französischer Flüchtlinge war. Seine Mutter Margaret Mason Perry stammte aus Rhode Island und war eine entfernte Verwandte von Benjamin Franklin.

### Schriftsteller und Journalist
La Farge bezeichnete sich selbst als einen arbeitenden Priester-Journalisten, dessen Aufgabenschwerpunkt es sei, die Tagesereignisse zu studieren und zu beobachten, um diese mit tiefer Moral und theologischen Fragen zu verbinden. Seine Veröffentlichungen zeigte die Strömung seines journalistischen Schreiben, welches er ausdrücklich als das von einem Priester geschriebene charakterisiert und die priesterliche Perspektive hervorhob. Im August 1926 übernahm er die Funktion des Redakteurs für das Jesuiten-Hochschul-Magazin in den USA, wurde später Chefredakteur und Leitender Redakteur.

### Priesterausbildung
Seine Karriere begann schon sehr früh in Newport und setzte sich in New York fort. 1897 nahm er sein Hauptstudium an der Harvard-Universität auf und examinierte im Jahr 1901. Während seines Studiums konzentrierte er sich hauptsächlich auf die lateinischen und griechischen Klassiker und veröffentlichte einige Artikel im Harvard Monthly, dem Universitätsmagazin. Im Herbst 1901 nahm er an der Universität Innsbruck das Theologiestudium auf, hier leiteten die Jesuiten den Lehrstuhl für Theologie. Am 26. Juli 1905 wurde er in Innsbruck zum Priester geweiht und trat den Jesuitenorden bei, danach ging er wieder in die USA zurück, studierte ein Jahr an der Canisius-Universität in Buffalo und später am Loyola College in Maryland. Hier schloss er nach einem zweijährigen Studiengang, auf dem Woodstock College in Maryland, mit dem Master in Philosophie ab.

### Seelsorger
Eine Krankheit hinderte La Farge an der Fortsetzung seines Studiums und so übernahm er zunächst eine seelsorgerische Tätigkeit, die von einer 15-jährigen pastoralen Arbeit geprägt wurde. Diese Zeit nutzte er, um die gesellschaftlichen und sozialen Problemfelder, zu denen auch rassistische Probleme und Rassenvorurteile gehörten, in seiner unmittelbaren Umgebung kennenzulernen. Während dieser Jahre unternahm er mit der Unterstützung einiger Mitbrüder den Versuch, den Rassenkonflikten entgegenzutreten, in dem er eine Schule für weiße Jungen und „Negerjungen“ in den örtlichen Gemeinden zu errichten versuchte. Seine schwierigen und drastischen Erfahrungen im Ausführen dieses Projektes brachten ihn in nahen Kontakt mit der Öffentlichkeit, mit Katholiken und Nicht-Katholiken und insbesondere mit Personen und Agenturen, die sich für die Ausbildung und das Wohlergehen der „Farbigen“ interessierten. Als Kaplan und Priester hatte er wichtige Ämter übertragen bekommen; so war er Kaplan der Liturgischen Gesellschaft für Künste (1933) und des katholischen Rats für Rassenfragen (1934) in New York geworden. Er war Kaplan der Gesellschaft der katholischen Laien und Offizier des katholischen Verbandes für Internationalen Frieden sowie 1934 Vizepräsident der American Catholic Historical Association.

## Gegen Rassendiskriminierung
Sein Bekanntheitsgrad hatte deutlich zugenommen und so gründete er im Juni 1934 einen Rat gegen den Rassismus in New York. In diesem Rat waren Eltern vertreten, die sich für eine Schulausbildung frei von Rassismus einsetzten. Hieraus entstand der nationale katholische Rat gegen die Rassendiskriminierung, dessen Vorsitz zeitweise von La Farge übernommen wurde. Seine Schriften und Zeitungsartikel fanden in den USA und im Vatikan große und anerkennende Beachtung, seine Schriften und Aufsätze wurden ebenfalls in Regierungskreisen der USA diskutiert.

## Mitarbeit an einer Enzyklika
Pius XI. plante, eine bedeutende Enzyklika („Humani generis unitas“) gegen Rassismus zu verfassen und hatte hierzu 1938 neben dem Jesuiten Gustav Gundlach auch La Farge in die Beratungen einbezogen, diese sollten zusammen mit Kardinal Pacelli, dem späteren Papst Pius XII., den Entwurf zu einer Antirassistischen Enzyklika erarbeiten. Die geplante Enzyklika wurde während des Pontifikats von Pius XI. nicht veröffentlicht, vielmehr gingen viele Gedankenansätze später in die Enzyklika Summi pontificatus von Papst Pius XII. ein.
1950 wurde La Farge in die American Academy of Arts and Sciences gewählt.